# Кривонос, Григорий Иванович
Кривонос Григорий Иванович (13 апреля 1940, Новгородка, Кировоградская область — 2 мая 2007, Кривой Рог, Днепропетровская область) — советский тяжелоатлет, украинский тренер по тяжёлой атлетике. Заслуженный тренер УССР (1973), Заслуженный тренер СССР (1981).

## Биография
Родился 13 апреля 1940 года в селе Новгородка.
В 1973 году окончил Киевский институт физической культуры.
С 1958 года занимался тяжёлой атлетикой, тренер А. Литвинов.
В 1966—1970 годах работал тренером спортивного клуба «Богатырь» (Кривой Рог). В 1970—2007 годах — старший тренер, тренер СДЮШОР (Кривой Рог), одновременно преподавал в Криворожском горнорудном институте.
Умер 2 мая 2007 года в городе Кривой Рог.

## Спортивная карьера
Призёр Спартакиады УССР (1967).
В 1994—1996 годах — тренер-программист сборной Италии, в 1998—1999 годах — тренер-программист сборной Аргентины. В 2001—2002 годах — старший тренер мужской сборной Украины.
Среди воспитанников — Вадим Бажан, Александр Блыщик, Валерий Кравчук.

## Награды
- Заслуженный тренер УССР (1973);
- Заслуженный тренер СССР (1981).

## Память
- Турнир памяти[1].